# Philosophie de l'art
L'obra Filosofia de l'art, va ser escrita per Hippolyte Taine l'any 1865. Aquesta obra és el resum de 10 classes d'història de l'art i estètica que va realitzar l'escola de Belles Arts.

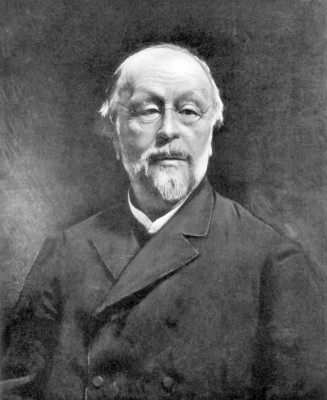
Hippolyte Taine

L'obra està dividida en quatre parts, i, a excepció de la primera, els altres tres volums parlen d'un període artístic en concret.

## Vida de l'autor amb relació a l'obra
Hippolyte Taine destaca per la seva vocació enciclopedista i les seves conviccions fermes. Aquestes conviccions faran que no aprovi els exàmens d'agregació a filosofia. Serà professor a unes quantes províncies franceses com Nevers on, a més d'exercir la docència, agafarà la cultura de províncies que relacionarà i alternarà amb les seves pròpies idees. Però la limitació de les províncies farà que torni a París. Les idees de París del moment van ajudar a fer que les idees de Taine tinguessin millor rebuda. La filosofia ja no s'entenia ni com a teologia ni com el positivisme de Maury, Littré i Renan. Va relacionar la filosofia amb el mètode científic per la seva influència amb els enciclopedistes i va anar durant 3 anys a l'acadèmia de medicina i al museu d'antropologia. El 1857 començà a ser professor d'estètica a l'escola superior de belles arts, i aquesta obra és un resum d'unes classes que fa allà com el mateix autor anuncia en la mateixa: “Aquesta obra és el resum d'un curs de deu lliçons explicat per mi a l'Escola de Belles Arts”. A més, rep la influència dels seus viatges a Holanda, Alemanya, Bèlgica, Itàlia i Espanya, on no només es fixa en l'art, sinó que també veu la història i l'ambient geogràfic. Això ens mostra que no només s'interessa per l'art, sinó també en la societat en general. Aquest és un dels seus punts en l'obra, defensa que la creació artística rep influència del medi on es fa. També cal parlar de la influència política, la qual observarà sempre des de la teoria, com a professor i no a la pràctica, “el polític estava implícit en el filòsof i sobretot en l'historiador”

## Contingut de l'obra
El llibre "Philosophie de l'art" està dividit en 4 volums:

### Primer volum
Aquest primer volum comença parlant de la naturalesa de l'obra d'art. Ens diu que l'obra d'art no és un fet aïllat, cada obra està lligada a tres factors: per començar, "Les diverses obres d'un artista tenen entre si cert parentiu, com filles del mateix pare". A més, l'obra i l'artista també formen part d'una escola o moviment artístic i, per acabar, l'obra i l'artista també estan influenciats pel medi on es troben i els gustos de la zona. Aquest últim és un factor molt determinant de manera que, si volem saber el motiu pel qual un autor ha fet aquesta obra, no podem oblidar l'època i l'ambient general que rodeja l'artista.
Taine segueix preguntant-se què és l'art; per això agafa la poesia, la pintura i l'escultura i ens diu que l'art és una imitació de la naturalesa, i no només imiten la naturalesa els artistes sinó que les escoles també ho fan. És per això que sempre hem de tenir en compte el que és natural. De qualsevol manera, la imitació de la naturalesa no és l'única finalitat de l'obra. Una prova que dona és que l'escultura admet la inexactitud; a més, l'artista representarà allò que a ell li interessi ressaltant el que vulgui fer més evident per l'espectador de la seva obra. També diu que les escoles més notables són aquelles que alteren més la relació que hi ha amb la realitat, aquestes escoles i artistes modifiquen la seva obra perquè quedi manifestat el seu caràcter essencial. Així arriba a la conclusió que l'art té per objectiu manifestar
el caràcter fonamental, un punt de vista important o una forma de ser d'un objecte, i això la naturalesa no arriba a realitzar-ho. Tot i que l'artista fa alguns canvis, cal que les coses tinguin una sensació original.
Després d'haver fet aquest recorregut, Taine troba la definició d'art: "L'obra d'art té per objecte manifestar un caràcter essencial o sortint o bé una idea important, amb més claredat i d'una manera més completa que la realitat mateixa. Per aconseguir-ho es val d'un conjunt de parts o elements lligats entre si, on les relacions modifica sistemàticament. En les tres arts de la imitació, pintura, escultura i poesia, aquests conjunts corresponen a objectes reals".
Taine parla també de la producció artística, d'aquesta, i expressa que la llei de creació artística es troba determinada per l'estat general de l'esperit i els costums ambientals, i són aquestes dues parts les que s'encarreguen d'eliminar l'obra d'art que no es considera validada i de fer-la desconeguda. Aquesta teoria la prova amb els quatre moments de màxima esplendor europea: L'Antiga Grècia i Roma, l'Edat Mitjana feudal, les monarquies nobiliàries del XVII i la democràcia industrial. Després d'explicar aquests exemples, veu amb més exactitud què “crea” l'obra d'art, i diu que en tots els casos hi ha una situació general, i que aquesta es desenvolupa en sentiments diferents que es manifesten en el personatge regnant, i l'art és dedicat a aquest home, per això tot l'art depèn d'aquest home ideal. També afirma que cada situació té el seu estat d'esperit i que, per tant, cada època té el seu propi estil d'art.

### Segon volum
En aquest volum Taine parla de la pintura en el renaixement italià i diu que en un espai tan reduït floreixen els magistrals artistes Leonardo da Vinci, Rafael, Michelangelo Buonarroti, Andrea del Sarto, Fra Bartolomeo, Giorgione, Tiziano, Sebastiano del Piombo i Correggio. Necessitem definir amb exactitud la pintura clàssica, pintura que consideren perfecta, ja que no assenyalem els seus caràcters i no fan més que concedir-li un elevat rang. Però encara que té aquest rang, també té els seus caràcters, és a dir, el seu domini propi, del qual no surt en cap ocasió. Aquesta pintura menysprea o deslliga el paisatge. Aquest rang de la pintura queda per la diversió del pintor, i el veritable objectiu és el cos.
Els temples, les ruïnes, els palaus, s'agrupen en línies ideals. La Natura es despulla de la seva nativa independència i dels seus propis impulsos per sotmetre l'home, decorar les seves festes i eixamplar les seves habitacions. D'altra banda, deixen també als flamencs la pintura de la vida real: el personatge contemporani amb el seu vestit corrent, ocupant-se en els diaris treballs, enmig dels seus mobles, al passeig, al mercat, a la casa de la vila, a la taverna.
Però tot el camp de la pintura clàssica tendeix a limitar més. El personatge ideal triat com a centre, encara que pot diferenciar el cos de l'ànima, es comprèn fàcilment que no dona la primacia a aquesta, ja que la pintura a què ens referim no és mística, ni dramàtica, ni espiritualista. No es tracta de representar davant les nostres mirades el món incorpori i sublim, les ànimes pures estàtiques, els dogmes teològics o eclesiàstics.
No intenta aquesta pintura destacar sobre el llenç una escena violenta i dolorosa que mogui pietat i por. Tampoc pretén expressar sentiments profunds, extraordinaris, complicats. No persegueix tampoc els efectes rics en matisos o en grandiositat que són característics d'una època ulterior, quan ja és visible la decadència, aquelles seductores i lànguides Magdalenes, aquelles Madonnas pensatives i delicades, els màrtirs tràgics i tumultuosos de l'escola de Bolonya.
Però per als altres artistes, i fins i tot per al mateix Leonardo, moltes vegades la forma és un fi i no un mitjà. Anhelen donar la imatge d'un cos humà idealitzat, molt semblant al tipus grec, de belles proporcions i perfecte equilibri en tots els seus membres, prenent en un moment feliç, en una actitud afortunada, de tal manera que l'obra sencera faci pensar en un món d'éssers heroics i divins, un món superior i perfectíssim.
No es pot considerar l'art del Renaixement com una feliç casualitat. No es pot negar que la causa de tan bell florir sigui una disposició general dels esperits, una sorprenent aptitud estesa en totes les capes de la nació. Aquesta aptitud va aparèixer i va acabar en èpoques determinades, i l'art va aparèixer i va acabar en les mateixes èpoques; si aquella es va desenvolupar en un determinat sentit, l'art es va desenvolupar en idèntica direcció. Aquesta disposició o aptitud era com el cos on l'ombra va ser l'art, que va seguir d'acord amb el seu naixement, desenvolupament, decadència i orientació general. L'art queda sotmès i lligat a aquella facultat que li fa variar en consonància amb les seves alteracions; és a dir, depèn de l'aptitud en la seva totalitat i durant tot el seu curs. Aquesta aptitud és, doncs, la condició necessària i suficient. Per tant, caldrà estudiar-la amb deteniment si volem comprendre i explicar l'art que ens ocupa.
Tres condicions són necessàries perquè l'home pugui apreciar i produir la pintura de gran estil, Cal, en primer lloc, que tingui certa cultura. La societat passa dels costums feudals a l'esperit modern, i aquesta gran transformació té lloc abans a Itàlia que en cap altra part.
En resum: a tot Europa el règim és encara feudal, i els homes, com animals ferotges i forts, no pensen sinó en beure, en menjar, en combatre, i en exercitar els seus membres. En oposició a això, Itàlia és un país gairebé modern. Amb la supremacia dels Médicis, Florència viu en pau; els burgesos regnen pacíficament... Per primera vegada, des de la caiguda de la civilització antiga, es pot veure una societat que concedeix el primer lloc als gaudis de l'esperit. Els homes preferits d'aquesta època són els humanistes, restauradors entusiastes de les belles lletres gregues i llatines.
El que s'ha dit anteriorment ens porta a una altra característica d'aquella civilització i a una condició nova de la pintura de gran estil. En altres èpoques el refinament de l'esperit ha sigut tan gran, sense que la pintura hagi tingut una esplendor tan extraordinari. En el nostre temps, per exemple, els homes, que a més dels coneixements del segle xvi han acumulat tres-cents anys d'experiència i descobriments, són més savis, estan millor previstos d'idees que en cap altre moment de la història. Tot i així, no podem dir que les arts del dibuix a l'Europa contemporània produeixin obres tan belles com les d'Itàlia durant el Renaixement. No és suficient per explicar les obres mestres de l'any 1500, fer notar la intel·ligència vigorosa i la cultura completa dels contemporanis de Rafael; és precís, a més, així com hem comparat Itàlia amb la resta d'Europa durant el segle xv, comparar-la amb Europa tal com es troba actualment.
Els artistes del renaixement són visuals. Aquells homes pinten espontàniament com volen els ocells i corre el cavall; les formes acolorides són en aquell moment el mitjà d'expressió natural de l'esperit; els espectadors les veuen reproduïdes en un quadre o en un fresc. Viuen enmig d'aquestes imatges formant autèntics quadres vius al costat dels quadres pintats.
El Renaixement és un moment únic de transició entre l'Edat Mitjana i l'Edat Moderna, entre la cultura insuficient i la cultura massa gran, entre el regnat dels instints primitius i el regnat de les idees elaborades.
L'home cessa llavors de ser un salvatge animal carnisser que solament exercita els seus membres, i no és encara un esperit pur, de gabinet o de saló, que solament sap utilitzar la seva llengua i el seu enteniment. Participa de totes dues naturaleses; té somnis intensos i prolongats, com el bàrbar i agudes i delicades curiositats, com l'home culte. Com el primer, pensa en imatges; com el segon, aconsegueix establir normes. Com el primer, busca el plaer sensible; com el segon, vol alguna cosa més que el gaudiment dels sentits. Té ganes, però sent el refinament. S'interessa per l'exterior de les coses, però exigeix que siguin perfectes. Les formes belles que contempla en les obres dels seus grans artistes no fan sinó determinar els contorns de què la seva ment estan fets i satisfer els profunds instints de què estava amassant el seu cor.
Per estat d'esperit entenem com el gènere, número i qualitat de les idees que es troben en una ment humana; són, en certa manera, com el seu mobiliari.
Hi ha alguna cosa en ell molt més important que les idees: la seva pròpia estructura, és a dir, el seu caràcter, o, en altres termes, els instints naturals, les passions bàsiques, l'extensió de la seva sensibilitat, el grau d'energia que posseeix; en una paraula, la força i la direcció dels seus ressorts interns.
Quan les facultats es mouen amb aquest ímpetu i precisió; quan l'activitat és tan continuada i gegantina, el to de l'esperit és un abordament de gaudiment, un poderós entusiasme i alegria. Les seves idees broten completes, acolorides i vives.
Dues condicions són necessàries per produir les grans obres: la primera, un sentiment viu, espontani, propi i personal, que s'expressa tal com se sent, sense experimentar cap reconeixement davant de possibles opinions i sense sotmetre's a la direcció de ningú. La segona es troba en la presència de les ànimes simpatitzants, en l'ajuda contínua que ve de l'ambient, per la qual les idees vagues que es porten a la
ment germinen, es nodreixen, es perfeccionen, es multipliquen i s'exalten.
Per tenir obres d'art cal, en primer lloc, artistes; però, a més, fan falta els tallers. Hi havia tallers, i a més els artistes formaven corporacions. El taller era una veritable botiga, i no com en l'actualitat, saló aparatós preparat amb vista als encàrrecs. Els deixebles eren aprenents que prenien part en la vida i en els triomfs dels seus Mestres.
Pot deduir-se, amb absoluta certesa, que si ha d'aparèixer de nou en el món un art semblant, serà necessari que el corrent dels segles formi prèviament un mitjà semblant.

### Tercer volum
En aquest tercer tom Taine parla de la pintura en els Països Baixos. La gent dels països baixos pertanyen en la seva majoria a la raça que va envair l'Imperi romà en el segle v, i que en aquell moment, per primera vegada, juntament amb les nacions llatines, va conquistar el seu lloc al Sol.
En certes regions, com la Gàl·lia, Espanya, Itàlia, no van portar més que els caps i un creixement a la primitiva població. En altres regions, com Anglaterra i els Països Baixos van exterminar als antics habitants, i la seva sang pura, o quasi pura, que corre encara per les venes dels homes que habiten aquelles terres. Durant l'Edat Mitjana, els Països Baixos portaven el nom de baixa Alemanya. Els idiomes belgues i holandesos són dialectes de l'alemany, i excepte el districte való, on es parla un francès corromput són la llengua popular de tot el país.
Els països germànics són la pàtria del govern parlamentari lliure. Les literatures dels pobles llatins són clàssiques i es relacionen més o menys remotament amb la poesia grega, l'eloqüència romana, el Renaixement italià i el segle de Lluís XIV. Saben depurar i ennoblir, embellir i suprimir i ordenar.
Per contra, les literatures germàniques són romàntiques i tenen per raïm primera Edda i les Antigues sagues del Nord. La seva màxima obra mestra és el teatre de Shakespeare, és a dir, la representació crua i completa de la vida real en tots els seus detalls.
No es veu en les obres flamenques la desproporció entre el cos i l'esperit.
Res més adequat a la pintura, per a la qual l'excés de pensament i d'emoció és nociu. Assumptes de tal naturalesa, concebuts amb l'esperit d'aquell país, produeixen obres d'una rara harmonia. Solament els grecs i alguns grans artistes italians van donar exemple d'alguna cosa semblant en el seu gènere; en un grau inferior, els pintors dels Països Baixos realitzen la mateixa obra: ens mostra l'home complet dins del seu tipus, adaptant-lo a l'ambient i, per tant, sense esforç.
Un dels mèrits principals d'aquesta pintura és la perfecció i delicadesa de l'acoloriment. En la pintura dels Països Baixos poden distingir-se quatre períodes diferents, i, per una notable coincidència, cada un d'ells correspon a un període històric. En això, com en tot, l'art copia la vida; el talent i els gustos del pintor canvien en el mateix temps i en el mateix sentit que els costums i aficions del públic.
El primer període de l'art dura aproximadament un segle i mig i abasta des d'Hubert van Eyck fins a Quintin Massys (1466-1530). Té com a origen un renaixement, és a dir, un gran desenvolupament de la propietat, de la riquesa i de la intel·ligència.
El segle xv, Flandes és, a la vegada que Itàlia, el país més industriós, més ric i més brillant de tot Europa. El 1370 hi ha 3200 telers de llana a Malines i la seva comarca.

### Quart volum
En aquest Tom Taine ens parla de l'escultura a Grècia i ens diu que els pobles conserven sempre la petjada de la terra en la qual han viscut.
Les privilegiades circumstàncies físiques i climàtiques que ja des d'un origen han caracteritzat Grècia, han afavorit el desenvolupament més ràpid i harmoniós del poble que hi habitava així com el despertar de l'esperit.
En aquest sentit, cap raça ha estat tan ben dotada per la natura; és com si totes les circumstàncies s'haguessin reunit per desenvolupar la seva intel·ligència i afinar les seves facultats.
A Grècia res és enorme ni gegantí, tot és proporcionat, mesurat, fàcil i perceptible pels sentits. En un espai tan limitat, tot és clar per a l'esperit; la pàtria moral no té res de grandiós, ni d'abstracte, ni
d'imprecís, com entre nosaltres; els sentits la poden abraçar, i es fon amb la pàtria física; ambdues queden fixades en l'esperit del ciutadà amb contorns precisos.
Si es mira al voltant, la natura se'ls ofereix més bonica que totes les que l'art pogués imaginar. No és estrany, doncs, que trobem en el caràcter grec un fons inesgotable d'alegria i inspiració; un anhel de felicitat viu i sensible que encara avui podem trobar en tots els pobles meridionals
I a causa de tot això han estat els artistes més grans del món. Van tenir l'encantadora llibertat d'esperit, la desbordant alegria, la graciosa embriaguesa d'imaginació que porta el nen a fabricar i gestionar incansablement petits poemes, sense més finalitat que alliberar unes facultats inèdites plenes de vida que sent de sobte despertar-se en ell.
La vida i l'esperit dels grecs eren senzills: la nostra vida i el nostre esperit són complicats. En conseqüència, el seu art era més senzill que el nostre, i la idea que tenien de l'ànima i del cos humà, els oferia matèria per realitzar obres que la nostra civilització no pot cometre.
A Grècia els sentiments són simples i, en conseqüència, els gustos també. Gràcies a aquesta disposició d'esperit, han pogut portar l'escultura a la perfecció i, veritablement, és el seu art nacional, perquè no n'hi ha cap que exigís esperit, sentiments i gustos més senzills.
Segons Taine, l'estatuària grega és el moment de màxima relació entre l'art i la vida, ja que segons les seves pròpies paraules: per formar l'home de marbre o de bronze han format abans l'home viu, i la gran escultura es desenvolupa allà al mateix temps que la institució encarregada de perfeccionar el cos.
Paral·lelament a aquest aspecte, la cultura de l'esperit es diversifica, s'estén i es renova. La poesia tenia un ús públic, no confidencial com té actualment. A més, en ella tenia igual importància la música, la dansa, la mesura, la imatge i la idea. Per aquest motiu segons el mateix autor expressa. Tant en la vida pública com en la privada, amb les seves cerimònies i les seves festes, contribuïa a convertir els homes en el que anomenem en els nostres dies cantor, figurant, actor i model.
Un altre aspecte important de l'educació era la gimnàstica. Aquesta, juntament amb la poesia lírica, es desenvolupa, fixa unes normes i adquireix una gran importància arribant fins a l'extrem que promouen la perfecció corporal com a principal objectiu de l'home a la vida.
Taine defensa que totes les obres de la imaginació humana troben la seva justificació i el seu lloc en l'art, però que en el món de la imaginació hi ha diverses categories perquè hi ha valors diferents.
Defensa que la relació entre l'art i la ciència és un honor per ambdós i que, d'aquesta mateixa relació, sorgeix el principi de subordinació dels caràcters. Aquest principi defensa que un caràcter porta amb ell altres caràcters tant més variables i importants com més important i invariable és el mateix caràcter
Hi ha dos tipus de caràcters: els de la moda i els moments i els caràcters d'una generació que tenen una major durada, ja que mor amb la generació, no amb la moda.
Els caràcters aporten a l'obra d'art el valor que posseeixen per ells mateixos en una proporció similar.
Estableix una segona escala per mesurar els caràcters en la qual es classifiquen segons siguin més o menys perjudicials o saludables, per la magnitud de la dificultat o de l'ajut que aportin a la nostra vida per a destruir-la o conservar-la. Per a l'individu, la vida té dues directrius principals: el coneixement i l'acció; per això es poden distingir dues facultats principals: intel·ligència i voluntat
Els caràcters beneficiosos en les arts que representen l'home físic són: la salut completa, el cos perfecte, vestits amplis i que surin. Segons aquest ordre de valors físics podem classificar-se i mostrar que en igualtat de condicions, la bellesa de l'obra depèn del grau en què expressi els caràcters beneficiosos. Aquesta mateixa escala pot utilitzar-se tant per classificar el caràcter de les coses i el valor de les obres d'art depenent de la importància i dels beneficis.
És necessari que els caràcters extrapolats a l'obra d'art tinguin el més alt valor, i que totes les parts convergeixin en aquest objectiu. Així marcarà una profunda petjada en l'home, ja que veiem aparèixer caràcters forts i impressionants Això sempre és present en les obres dels grans artistes
Una vegada pensat el caràcter, cal que tingui un conflicte conscient per tal de manipular-lo i, per tant, és necessari que s'ajustin les situacions als caràcters. Els efectes de les situacions i els caràcters augmenten o disminueixen segons determinen un estat d'ànim.

## Estudis posteriors sobre l'obra
- Zeitler J. Die Kunstphilosophie von Hippolyte Adolphe Taine, Seemann Leipzig, 1901
- Revel J.-F. «La philosophie de l'art de Taine», en Preuves, 163 (1964) 38-43
- Evans C. Taine. Essai de biographie intérieure, Nizet París, 1975
- Hoeges D. Literatur und Evolution. Studien zur französischen Literaturkritik im 19. Jh., Winter Heidelberg, 1980
- Desan P. «Taine, positiviste ou idéaliste?», en Dialogue, 21 (1982) 661-669
- Kremer-Marietti A. «Sur l'esthétique de Taine», en Romantisme. Revue du dixneuvième siècle, 11 (1981) 23-29
- Gerhardi G. C. «La philosophie de l'art de Taine. Étude des métaphores sur la nostalgie des origines», en W. Drost y otros (eds.), La lettre et la figure. La littérature et les arts visuels à l'époque moderne, Winter, Heidelberg 1989, p. 35-56
- Lombardo P. «Taine between art and science», en Yale French Studies, 77 (1990) 117-133

## Edicions
- TAINE, Hippolyte, Filosophie de l'art del arte Germer Bailliere, París 1865
- TAINE, Hippolyte, Filosophie de l'art, ed. por J.-F. Revel, Hermann, París 1964
- TAINE, Hippolyte, Filosofia del arte 2 vols., F. Sempere, Valencia 1909
- TAINE, Hippolyte, Filosofia del arte 4 vols., trad. por A. Cebrián, Espasa-Calpe, Madrid 1933-1935
- TAINE, Hippolyte, Filosofia del arte ls., Espasa-Calpe, Madrid 1958-1960 (1: Naturaleza y producción de la obra de arte